# Кобея
Кобея (лат. Cobea) — род многолетних цветковых растений семейства Синюховые (Polemoniaceae). Представители рода произрастают в тропических и субтропических регионах Америки, преимущественно в Мексике. Некоторые виды культивируются как декоративные растения. Кобея быстро разрастается и используется для вертикального озеленения: ею украшают стены, заборы, арки, беседки и балконы.

## Этимология
Ботаническое название дано в честь отца Бернабе Кобо, испанского иезуита семнадцатого века, натуралиста и жителя Америки в течение многих лет.
В Англии Cobaea scandens известна как Cup-and-saucer vine («лиана — чашка с блюдцем») из-за формы её цветков.

## Ботаническое описание
Кобеи — вьющиеся или лазящие полукустарники и травянистые лианы с длинными, цепкими побегами. Одресневающие побеги могут достигать 6 м в длину.
Листья очерёдные, сложные, лопастные, состоят из нескольких листочков; на концах часто имеются усики, с помощью которых растение цепляется за опоры.
Цветки крупные, одиночные или собранные в небольшие группы, колокольчатой формы, обычно фиолетового, лилового, розового или белого цвета. Чашечка остаётся на плоде после цветения. Цветки обладают слабым, но приятным ароматом, который усиливается в вечерние часы.
Плод — коробочка, содержащая многочисленные плоские семена.

## Распространение и экология
Растения рода Cobaea встречаются в Центральной и Южной Америке, преимущественно в горных лесах Мексики. В естественной среде они растут в тёплых и влажных условиях, цепляясь за деревья и кустарники. Кобеи опыляются насекомыми, в первую очередь пчёлами и бабочками. Некоторые виды также привлекают колибри.
Растения могут стать инвазивными в некоторых районах и являются обычными сорняками в Новой Зеландии.

## Классификация и виды
Согласно данным POWO на 2025 год род Cobaea включает 17 видов:
- Cobaea aequatoriensis Aspl.
- Cobaea aschersoniana Brand
- Cobaea campanulata Hemsl.
- Cobaea flava Prather
- Cobaea gracilis (Oerst.) Hemsl.
- Cobaea lutea D.Don
- Cobaea minor M.Martens & Galeotti
- Cobaea pachysepala Standl.
- Cobaea paneroi Prather
- Cobaea penduliflora (H.Karst.) Hook.f.
- Cobaea pringlei (House) Standl.
- Cobaea rotundiflora Prather
- Cobaea scandens Cav. — Кобея лазящая
- Cobaea skutchii I.M.Johnst.
- Cobaea stipularis Benth.
- Cobaea trianae Hemsl.
- Cobaea triflora Donn.Sm.

## Культивирование и использование
Кобея лазящая (Cobaea scandens) — наиболее популярный вид, который выращивают в декоративных целях. В условиях умеренного климата её обычно культивируют как однолетник, поскольку растение не переносит морозов.

### Условия выращивания
- Почва: предпочитает лёгкие, плодородные и хорошо дренированные почвы.
- Свет: лучше всего развивается на солнечных участках или в полутени.
- Полив: требует умеренного, но регулярного увлажнения.
- Размножение: семенами или черенками.
- Семена перед посадкой рекомендуется замачивать.